# 척 퍼슨

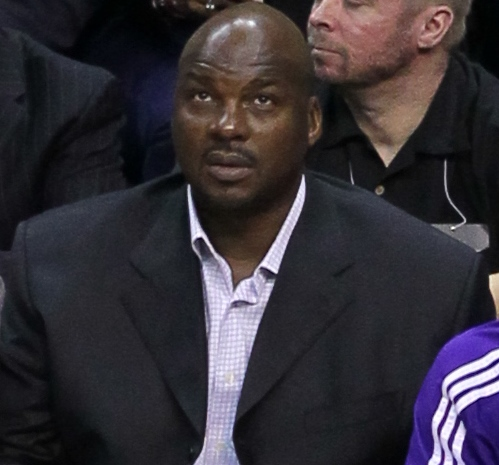

척 퍼슨(Chuck Person, 본명: 척 코너스 퍼슨, Chuck Connors Person, 1964년 6월 28일 ~ )은 미국의 전 농구 선수이자 코치이다. 퍼슨은 전미 농구 협회(NBA)에서 14시즌을 뛰었고 1987년 NBA 올해의 신인상을 받았다. 퍼슨은 오번 대학교에서 대학 농구를 했으며 1986년 NBA 드래프트에서 인디애나 페이서스에 의해 전체 4위에 선정되어 6시즌을 뛰었다. 또한 미네소타 팀버울브스, 샌안토니오 스퍼스, 샬럿 호네츠, 시애틀 슈퍼소닉스에서도 뛰었다.
그의 17년 코칭 경력은 퍼슨이 대학 채용 스캔들에 연루되고 뇌물 수수 혐의에 대해 유죄를 인정하면서 끝났다.

## 경력
선수 경력:
- 1986-1992: 인디애나 페이서스
- 1992-1994: 미네소타 팀버울브스
- 1994-1998: 샌안토니오 스퍼스
- 1999: 샬럿 호네츠
- 1999-2000: 시애틀 슈퍼소닉스

코치 경력:
- 2000-2001: 클리블랜드 캐벌리어스 (어시스턴트)
- 2005~2007: 인디애나 페이서스(어시스턴트)
- 2007~2008: 새크라멘토 킹스(어시스턴트)
- 2009~2013: 로스앤젤레스 레이커스(어시스턴트)
- 2013~2014년: 전주 KCC 이지스(어시스턴트)
- 2014~2017: 오번(어시스턴트)